# Eoin O'Duffy
 (février 2009).
Si vous disposez d'ouvrages ou d'articles de référence ou si vous connaissez des sites web de qualité traitant du thème abordé ici, merci de compléter l'article en donnant les références utiles à sa vérifiabilité et en les liant à la section « Notes et références ».
Eoin O'Duffy (« Eoin Ó Dubhthaigh »), né le 20 octobre 1892 et mort le 30 novembre 1944, est un homme politique irlandais. Figure du fascisme irlandais des années 1930, il sera successivement teachta Dála (TD), commandant en chef de l'IRA, second commissaire de la Garda Síochána, leader de l'Army Comrades Association, premier président du Fine Gael (1933–34) et fondateur du National Corporate Party (en). Lors de la guerre d'Espagne, il dirige les brigades irlandaises pour Francisco Franco.

## Jeunesse
Eoin O'Duffy est né Owen O'Duffy à Lough Egish, près de Castleblayney dans le comté de Monaghan. Il étudie en apprentissage à Wexford avant de travailler en tant qu'ingénieur et architecte à Monaghan. En 1919, il devient commissaire-priseur. Dans les années 1910, c'est un membre influent de l'association athlétique gaélique en Ulster.

## Guerre d'indépendance
En 1917, O'Duffy rejoint l'Armée républicaine irlandaise (IRA) et participe activement à la guerre d'indépendance. 
Il est fait prisonnier plusieurs fois mais devient le chef de l'armée en 1921. 
En janvier de l'année suivante, il devient le leader de l'IRA, en remplacement de Richard Mulcahy. O'Duffy est alors le plus jeune général d'Europe avant que Francisco Franco ne soit promu à ce rang[Information douteuse].

## Garda Síochána

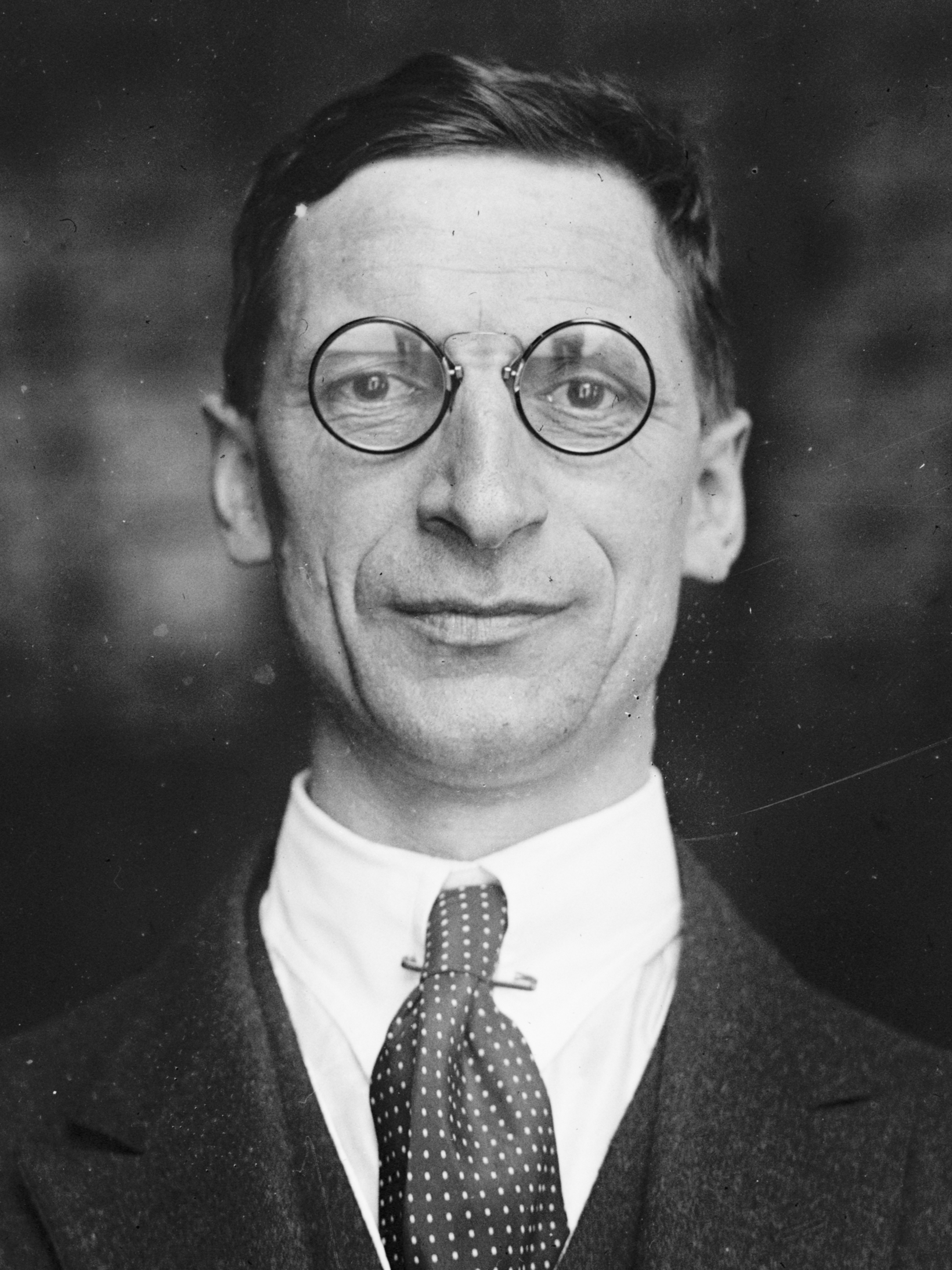
Éamon de Valera, chef du gouvernement à partir de 1932.

En 1921, il soutient le traité anglo-irlandais. Il exerce les fonctions de général dans l'armée irlandaise dans la guerre civile irlandaise s'ensuivant et est un des cerveaux derrière la stratégie de l'armée de paliers maritimes dans les régions tenues par les républicains.
Les inimitiés dues à l'époque de la guerre civile suivront O'Duffy tout au long de sa carrière politique, notamment parce nombre d'unités sous son commandement ont commis beaucoup d'atrocités durant la guerre civile, comme le massacre de Ballyseedy.
Après la guerre, O'Duffy devient commissaire de la Garda Síochána, la police irlandaise nouvellement fondée, quand l'état libre d'Irlande est créé en 1922.
Suivant une autre élection générale en 1933, Éamon de Valera écarte O'Duffy de son rôle de commissaire de la Garda. Devant le Dáil Éireann, de Valera explique les raisons l'ayant poussé à cette décision : « il [O'Duffy] serait susceptible d'être influencé dans ses décisions à cause de ses affiliations politiques passées » (« he was likely to be biased in his attitude because of past political affiliations »).
La vraie raison, pourtant, est la découverte par le nouveau gouvernement qu'en 1932, O'Duffy a été une des voix conseillant à William T. Cosgrave de recourir à un coup d'État militaire pour empêcher l'arrivée au pouvoir du Fianna Fáil. O'Duffy refuse l'offre d'un autre poste équivalent dans le service public et démissionne.

## Chef de l'ACA et du fascisme irlandais

Drapeau distinctif des chemises bleues de l'ACA.

En juillet de 1933, O'Duffy est devenu le chef de l'Association de Camarades de l'armée (ACA), qui avait été apparemment montée pour protéger les réunions publiques du parti Cumann na nGaedhael, qui avaient été interrompues par le slogan « Aucune Liberté d'expression pour les Traîtres » par les hommes de l'IRA, en position de force depuis les élections.
O'Duffy et beaucoup d'autres éléments conservateurs au sein de l'état libre d'Irlande commencent à embrasser l'idéologie fasciste, largement en vogue à l'époque. Il change alors le nom de ce nouveau mouvement en « National Guard ». Admirateur du chef italien Benito Mussolini et de son organisation, O'Duffy adopte les symboles extérieurs du fascisme européen, tels que le salut romain et l'uniforme bleu distinctif. C'est ce dernier qui leur donne le surnom de « Blueshirts ».
En août 1933, à la façon de la marche sur Rome, un défilé est prévu par les Blueshirts à Dublin pour commémorer Michael Collins et Arthur Griffith, morts onze ans plus tôt. Craignant un coup d'État semblable à celui d'Italie, De Valera interdit par conséquent le défilé.
En septembre, les Blueshirts sont déclarés comme étant une organisation illégale. Pour contrer cette interdiction, le mouvement change à nouveau de nom, « the League of Youth ».
O'Duffy et certains de ses hommes font une apparition à la conférence fasciste internationale de Montreux en 1934.

## Fine Gael
En septembre 1933, le Cumann na nGaedhael, le parti centriste et les Blueshirts fusionnent pour former le Fine Gael. O'Duffy en devient le premier chef, avec pour chef parlementaire l'ancien Président du Conseil Exécutif, W. T. Cosgrave. La National Guard représente l'aile jeune du parti. 

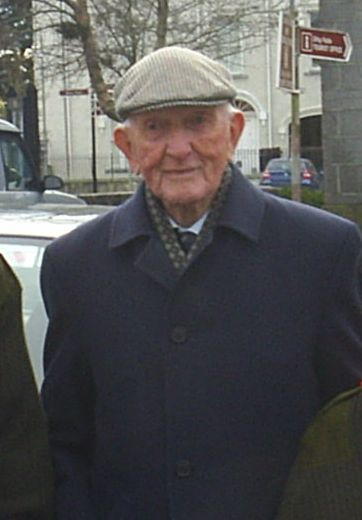
Dan Keating, opposant de Eoin O'Duffy, en 2004.

Pourtant, leurs réunions sont souvent attaquées par les hommes de l'IRA et O'Duffy s'avère être un chef assez faible, plus militaire que politique.
En 1933, une tentative d'assassinat est planifiée à son encontre lors de son déplacement dans le comté de Kerry par Dan Keating. L'attaque est prévue à Ballyseedy, lieu d'un massacre perpétré par O'Duffy et ses hommes lors de la guerre civile. Pourtant, le complot échoue car la personne en déplacement avec O'Duffy refuse de divulguer dans quelle voiture ils devaient voyager.
En septembre 1934, O'Duffy démissionne subitement de son poste de chef du Fine Gael alors que ses vues extrémistes embarrassent son parti. Il forme alors le « National Corporate Party » en juin 1935.

## Guerre d'Espagne
L'année suivante, le général monte une brigade irlandaise pour lutter aux côtés de Francisco Franco lors de la guerre civile espagnole. En dépit de la déclaration du gouvernement irlandais que la participation dans cette guerre est illégale, sept cents hommes s'y rendent.
Mené par O'Duffy et des officiers irlandais, le contingent irlandais refuse de lutter contre l'Eusko Gudarostea basque, les galiciens ou les séparatistes catalans, voyant un parallèle avec leur récente lutte. Ils considèrent qu'ils vont combattre le communisme, plutôt que défendre l'intégrité territoriale de l'Espagne.
Les hommes d'O'Duffy décident de retourner en Irlande après s'être fait accidentellement tirer dessus par une autre unité militaire nationaliste. 
En réaction à l'action des fascistes irlandais, environ deux cent cinquante irlandais partent à leur tour lutter dans le camp adverse aux côtés des républicains. Ce contingent est appelé la colonne Connolly.